# Activision Blizzard
Activision Blizzard (енгл. Activision Blizzard Inc.) је амерички произвођач и изадавач видео игара са седиштем у Санта Моници, Калифорнија.  Компанија је основана у јулу 2008. године спајањем Активижн, Инц. (енгл. Activision, Inc.) и Вивенди Гејмс (енгл. Vivendi Games). Компанија је размењена на НАСДАК берзи под ознаком ATVI.  Activision Blizzard тренутно укључује пет пословних јединица:   Активижн Публишинг (енгл. Activision Publishing), Близард Ентертејмент (енгл. Blizzard Entertainment), Кинг (енгл. King),  Мејџор Лиг Гејминг (енгл. Major League Gaming)  и Activision Blizzard Студиос (енгл. Activision Blizzard Studios).  
Компанија поседује и управља додатним независним студијима у оквиру Активижн Публишинг-а, укључујући Treyarch, Infinity Ward, High Moon Studios и Toys for Bob. Међу главним интелектуалним својствима које производи Activision Blizzard укључују Call of Duty, Guitar Hero, Tony Hawk's и Spyro/Skylanders кроз Активижн-ове студије, World of Warcraft, StarCraft, Diablo, Hearthstone, Heroes of the Storm и Overwatch кроз Близард Ентертејмент, и наслов за мобилне телефоне укључујући Candy Crush Saga преко Кинг-овог студија. Activision Blizzard, Инц је једна од највећих компанија видео игара у Америци и Европи у погледу прихода и тржишне капитализације. 

## Историја

### Почеци и формирање (2007–2008)
1991. године Боби Котик (енгл. Bobby Kotick) и група инвеститора преузимају неуспешану Медијаџеник (енгл. Mediagenic) компанију. Котик је покренуо велико реструктурирање како би извукао компанију из дугова, укључујући преименовање компаније у Активижн и пресељење у Санта Монику. Након што је компанију вратио у профитабилност до 1997. године, Котик је провео наредну деценију проширивши Активижн производе кроз куповину још 25 додатних студија, што је резултирало на креацију неколико успешних серијала видео игара, укључујући Tony Hawk's, Call of Duty и Guitar Hero. Међутим, током 2006. године, популарност масивних мултиплејер онлајн (енгл. massively multiplayer online) игара (ММО) почела је да расте. Такве игре својим издавачима пружају стални ток прихода, а не само у току прве куповине, што их чини далеко профитабилнијим. Ниједан студио у оквору компаније није могао да у кратком временском периоду произведе MMO. Поред тога, Активижн је био суочен са оштријом конкуренцијом од компанија попут Електроник Артс-а (енгл. Electronic Arts), као и са успореном продајом својих кључних серијала видео игара. 
2006, године Котик се обратио Жан-Бернарду Левију (франц. Jean-Bernard Lévy), директору француског медијског конгломерата Вивенди (енгл. Vivendi). Вивенди је у то време имао малу дивизију за видео игаре под називом Вивенди Гејмс, водећу компанију за Сијера Ентертејмент (енгл. Sierra Entertainment) и Близард Ентертејмент. Котик је желео да приступи Близард-овом World of Warcraft-у, успешном ММО-у, и предложио идеју за преузимање компаније Левију. Леви је уместо тога понудио да ће бити вољан спојити Вивенди Гејмс са Активижном, али само ако Вивенди задржи већинску контролу над припојеном компанијом. Котик је био забринут због ове понуде јер ће га натерати да одустане од контроле Активижн-а. Међутим, након разговора са извршним директором Близард-а Мајком Морхаимом (енгл. Mike Morhaime), Котик је предвидео да ће Вивенди моћи да их упути на растуће тржиште видео игара у Кини.
Котик је предложио спајање одбору Активижн-а, који је на њега пристао у децембру 2007. године. Нова компанија требало је да се зове Activision Blizzard и да задржи своје централно седиште у Калифорнији. Боби Котик из Активижн-а изабран је за новог председника и извршног директора, док је Рене Пенисон (франц. René Penisson) из Вивендија именован за председавајућег.  Европска комисија дозволила је спајање у априлу 2008. године, потврдивши да у споразуму о спајању није било питања антитрустовске политике.  8. јула 2008. Активижн је објавио да су акционари пристали на спајање, а уговор је закључен сутрадан за процењени износ трансакције од 18,9 милијарди америчких долара. 
Вивенди је био већински акционар, са 52% удела у компанији,  а остатак удела имали су институциони и приватни инвеститори. Леви је заменио Рене Пенисон-а на месту председавајућег Activision Blizzard-а, док је Близард задржао своју аутономију и корпоративно вођство у спајању, док је Вивенди Гејмс у подели у потпуности угасио Сијера Ентертејмент, због не испуњавања Активижн захтева.  Неке од игара Сијере су на крају објавили други студији, укључујући Ghostbusters: The Video Game, Brütal Legend, The Chronicles of Riddick: Assault on Dark Athena, и 50 Cent: Blood on the Sand.  Међутим, бројне Сијерине игре попут Crash Bandicoot, Spyro the Dragon и Prototype су задржане и сада их објављује Активижн.  

### Нови наслови и записи о продаји (2009–2012)
Activision Blizzard не објављује видео игре директно под својим именом, већ за то користи Активижн Публишинг и његове студије.  Почетком 2010. године, независни студио Банџи (енгл. Bungie) склапа десетогодишњи уговор о издавању са Activision Blizzard-ом и до краја 2010. године Activision Blizzard постаје један од највећих издавача видео игара на свету.   Објављивање Call of Duty: Modern Warfare 3 у 2011. години прикупило је 400 милиона долара само у САД и Великој Британији у прва 24 сата, што га чини највећим лансирањем видео игре свих времена.  Неки наслови серијала који су оборили рекорде су: Call of Duty: Black Ops 2010. године је првог дана прикупио 360 милиона долара, 2009. године Call of Duty: Modern Warfare 2 донео је 310 милиона долара,  Call of Duty: Black Ops III прикупио је 550 милиона америчких долара широм света током свог викенда отварања 2015. што га чини највећим лансирањем видео игре године.  
У 2011. години Activision Blizzard је представио своју франшизу Skylanders,  што је довело до тога да штампа кредитира компанију изумом и популаризацијом нове категорије игара „играчке-у-живот“ (енгл. toys-to-life).   Прво издање Skylanders: Spyro's Adventure номиновано је за две награде Удружења играчака (енгл. Toy Industry Association) у 2011. години: „Игра године“ и „Иновативна играчка године“.  Skylanders: Spyro's Adventure и њени наставци објављени су за популарне конзоле и рачунар, а многи су објављени и на мобилним уређајима.

### Подела од Вивендија и раст (2013–2014)
25. јула 2013. Activision Blizzard најавио је откуп 429 милиона акција од власника Вивенди за 5,83 милијарде долара, чиме је акционар са 63% удела пао на 11,8% до краја договора у септембру.  По закључењу уговора, Вивенди више није била матична компанија Activision Blizzard-а  и постала је независна компанија пошто је већина акција посталo власништво јавности. Боби Котик и Брајан Кели (енгл. Brian Kelly) задржали су по 24,4% удела у компанији. Поред тога, Котик је остао председник и извршни директор, а Брајан Кели је преузео функцију председника.  12. октобра 2013. године, убрзо након одобрења Врховног суда у Делаверу, компанија је извршила откуп, у складу са првобитним договором. Вивенди је продао половину свог преосталог удела 22. маја 2014, смањујући власништво на 5,8%  и у потпуности је напустио две године касније. 
Activision Blizzard 9. септембра 2014. објављује нови наслов под називом Destiny. Видео игра је зарадила преко 500 милиона долара у малопродаји првог дана објављивања, поставивши рекорд највећег првог дана лансирања нове франшизе на свету.  5. новембра 2013. компанија је објавила Call of Duty: Ghosts, а написао га је сценариста Стефен Гагхан (енгл. Stephen Gaghan).  У 2014. години Activision Blizzard била је пета највећа компанија за видео игре по приходима широм света  са укупном имовином од 14,746 милијарди америчких долара и укупним капиталом који је процењен на 7,513 милијарди америчких долара. 

### С&П 500 и нове поделе (2015 – данас)
Activision Blizzard придружио се С&П 500 28. августа 2015. године, постајући једна од само две компаније на листи која се односи на видео игре, заједно са Електроник Артс-ом.  Компанија објављује следећу итерацију за Skylanders франшизу у септембру 2015. године, која је додала возила на „играчке-у-живот".  15. септембра 2015. Активижн и Банџи објавили су Destiny: The Taken King, наставак саге о Destiny-ју. Два дана касније, Сони (енгл. Sony) је објавио да је игра оборила рекорд за највише преузимања за један дан у историји ПлејСтејшна (енгл. PlayStation). 
Activision Blizzard је преузео компанију Кинг, творац видео игре Candy Crush Saga, за 5,9 милијарди долара у новембру 2015. 
У новембру 2015. Activision Blizzard најавио је оснивање Activision Blizzard Студиос (енгл. Activision Blizzard Studios), филмске групе за производњу филмова и телевизијских серија заснованих на франшизама Activision Blizzard-а. 
У јуну 2017. Activision Blizzard придружио се Форчн 500 (енгл. Fortune 500), постајући трећа компанија за видео игре у историји која је на листи после Атари-ја (енгл. Atari) и Електроник Артс-а. 
У фебруару 2019. године, Котик је изјавио да ће, иако је компанија видела рекордну годину у приходима, отпустити око 775 људи или око 8% своје радне, због улагања више ресурса у своје развојне тимове и фокусирати се на е-спорт, Battle.net услуге и кључне видео игре издавача које укључују Candy Crush, Call of Duty, Overwatch, Warcraft, Diablo и Hearthstone. Пре тога, Activision Blizzard и Банџи сложили су се да ће раскинути свој уговор о дистрибуцији за Destiny 2, јер он није донео очекивани приход за Активижн, док је Банџи задржао сва права на Destiny. 
Компанија је саопштила да ће Данијел Алегре (енгл. Daniel Alegre) заменити Кодија Џонсона (енгл. Coddy Johnson) на месту председника Activision Blizzard-а који је ступио на снагу 7. априла 2020. године, а Џонсон ће прећи у посебну саветодавну улогу. 
У пролеће 2020. године, нето приход компаније од дигиталних платформа достигао је 1,44 милијарде долара (1,16 милијарди фунти) због растуће потражње за мрежним видео играма покренутим новонасталом пандемијом ковида 19 (енгл. Covid-19). 

## Структура компаније
Од фебруара 2018. Activision Blizzard подељен је у три кључна сегмента пословања: 
- Активижн Публишинг, који управља развојем, производњом и дистрибуцијом видео игара из својих помоћних студија.
- Близард Ентертејмент, који управља развојем, производњом и дистрибуцијом Близард-ових игара. Такође се бави и е-спорт активностима компаније, укључујући МЛГ (енгл. MLG) и Овервоч лигу (енгл. Overwatch League).
- Кинг, који управља развојем и дистрибуцијом својих мобилних игара.

Постоје такође два сегмента који се не пријављују у оквиру Activision Blizzard-а. 
- Activision Blizzard Студиос, надгледа продукцију филмске и телевизијске индустрије на основу својстава компаније.
- Activision Blizzard Дистрибушн (енгл. Activision Blizzard Distribution) пружа логистичку подршку за дистрибуцију Activision Blizzard-а производа у Европи.

## Е-Спорт иницијативе
Activision Blizzard поседује Call of Duty и StarCraft франшизе, које су прилично популарне као е-спорт (енгл. esports).  21. октобра 2015. Activision Blizzard најавио је предстојеће оснивање нове е-спортске дивизије под називом Activision Blizzard Медија Нетворкс (енгл. Activision Blizzard Media Networks). Дивизију воде спортски извршни директор Стив Борнстеин (енгл. Steve Bornstein) и суоснивач Мејџор Лиг Гејминг-а (МЛГ) Мајк Сепсо (енгл. Mike Sepso), са имовином од куповине сада већ расформиране ИГН Про Лиге (енгл. IGN Pro League). Борнстеин је постављен за председавајућег нове дивизије.  31. децембра 2015. године, објављено је да ће Activision Blizzard заправо комплетно купити Мејџор Лиг Гејминг. Њујорк Тајмс (енгл. The New York Times) је известио да је та куповина намењена јачању веза Activision Blizzard-а у е-спорту, као и његовог плана за развој кабловског канала намењеног само за е-спорт. Извештаји су указивали да ће се МЛГ затворити и да ће већина купопродајне цене ићи ка отплати дуга компаније. Activision Blizzard купио је МЛГ 4. јануара 2016. за 46 милиона долара.  
У новембру 2016. године, Близард Ентертејмент, ћерка компаније Activision Blizzard-а, најавила је покретање Овервоч Лиге, професионалне лиге за Овервоч видео игру.  Прва сезона лиге почела је током друге половине 2017. године са 12 тимова. Структура лиге заснива се на традиционалним спортским структурама, укључујући регрутовање руководилаца традиционалних спортова као власника тимова, попут Роберта Крафта (енгл. Robert Kraft), власника Њу Ингланд Патриотса (енгл. New England Patriots), и Џефа Вилпона (енгл. Jeff Wilpon), директорка Њујорк Метс-а (енгл. New York Mets).
Уводни Овервоч Гранд Финалс (енгл. Overwatch Grand Finals) одигран је у Барклаис Центру (енгл. Barclays Center) у Бруклину јула 2018. године и привукао је 10,8 милиона гледалаца широм света.  Лига се нада да ће се 18 екипа такмичити током друге сезоне 2019. године, са крајњим циљем од 28 тимова широм света. 
Током 2018. године Activision Blizzard је потписао вишегодишњи уговор са Валт Дизни-јем за пренос Овервоч Лиг игара и на ЕСПН (енгл. ESPN) и Диснеи КСД (енгл. Disney XD) кабловске канале.   Компанија је такође обезбедила ексклузиван вишегодишњи уговор са Гоогл-ом (енгл. Google) да репродукује све накнадне Activision Blizzard е-спот догађаје, укључујући и Call of Duty и Overwatch, путем ЈуТјуба (енгл. YouTube), као и коришћење Гугл Клауд услуга. Уговор је склопљен након истека двогодишњег уговора са Твичом-ом (енгл. Twitch). Договор са ЈуТјуб-ом процењен је на 160 million долара, двоструко више од онога што је имао са Твичом.  

## Признање
Activision Blizzard је добио признање за 100 најбољих компанија за 2015, 2016, 2017 и 2018. годину.   Током 2017. године компанија је добила признање као компанија са најбољим радним местма у Јужној Калифорнији. 

## Производи
- Листа видео игара Активижн
- Листа видео игара Близард Ентертејмент